# جولیت (ایلینوی)
جولیت، ایلینوی (به انگلیسی: Joliet, Illinois) یک شهر در ایالات متحده آمریکا با جمعیت ۱۴۸٬۴۰۲ نفر است که در ایلی‌نوی واقع شده‌است.